# Saison 2 de Star Trek (série télévisée d'animation)
Chronologie
Saison 1 de
Star Trek, la série animée Star Trek au cinéma
Saison 1 de
Star Trek : La Nouvelle Génération
Cet article présente la liste des épisodes de la deuxième saison de la série télévisée d'animation Star Trek, la série animée.

## Synopsis de la saison
La série suit le voyage de l'Enterprise après les événements de la série télévisée Star Trek.

## Distribution
- William Shatner : Capitaine James T. Kirk
- Leonard Nimoy : Spock
- DeForest Kelley : Leonard McCoy
- George Takei : Hikaru Sulu
- Nichelle Nichols : Nyota Uhura
- James Doohan : Montgomery Scott / Lieutenant Arex
- Majel Barrett : Infirmière Christine Chapel / Lieutenant M'Ress
- David Gerrold : EM-3-Green

## Production
- Réalisation : Bill Reed
- Scénario : D.C. Fontana (supervision)
- Direction artistique : Don Christensen
- Décors : Tom O'Loughlin, Paul Xander, Maurice Harvey, Pat Keppler, Don Peters
- Animation : Ed Friedman, Lou Kachivas, Marsh Lamore, Bob Carlson, Robert Bentley, Rudy Cataldi, Otto Feuer, Lee Halpern, Paul Fennell
- Photographie : Ervin L. Kaplan
- Effets spéciaux : Reuben Timmins
- Musique originale : Yvette Blais, Jeff Michael
- Production : Lou Scheimer, Norm Prescott, Dorothy Fontana ; Gene Roddenberry (exécutif)
- Société de production : Filmation
- Pays d'origine : USA
- Langue : anglais
- Nombre d'épisodes : 6
- Durée : 30 minutes
- Format : Couleur - 35mm - 1,33:1 - son mono

## Liste des épisodes
1. Les pirates d'Orion - (The Pirates of Orion)
2. Le Commandeur Bem - BEM
3. Le Farceur ou Farces et Attrapes  - Practical Joker[1]
4. Dramia : L’Épidémie - Albatross
5. Le Retour de Kukulhan - How Sharper than a Serpent’s Tooth
6. L’Univers à l’envers - The Counter-Clock Incident

### Épisode 1:Les pirates d'Orion
- Titre original : The Pirates of Orion
- Numéro(s) : 1 (22020)
- Scénariste(s) : Howard Weinstein
- Réalisateur(s) : Bill Reed
- Diffusion(s) : 
  -  États-Unis : 7 septembre 1974 sur NBC
  -  France : mai 1998 sur Canal J
- Date stellaire : 6334.1
- Invité(es) :
- Résumé : Spock tombe gravement malade. Alors qu'un vaisseau est dépêché pour lui transmettre le médicament qui pourrait le sauver, la cargaison est volée par des pirates venus d'Orion.
- Continuité : 
  - Kirk mentionne le conflit entre Orion et Coridan, évoqué dans l'épisode Un tour à Babel.
  - Les Orions font leur réapparition dans l'épisode Les améliorés de la série Star Trek: Enterprise
- Commentaire(s) : Il s'agit du premier scénario d'Howard Weinstein, alors âgé de 19 ans. L'épisode était à l'origine une nouvelle publiée dans le fanzine Probe.

### Épisode 2:Le Commandeur Bem
- Titre original : BEM
- Numéro(s) : 2 (22018)
- Scénariste(s) : David Gerrold
- Réalisateur(s) : Bill Reed
- Diffusion(s) : 
  -  États-Unis : 14 septembre 1974 sur NBC
  -  France : mai 1998 sur Canal J
- Date stellaire : 7403.6
- Invité :
- Résumé : Kirk, Spock et le commandeur Bem sont prisonnier sur une planète par une race primitive.
- Continuité : C'est le premier épisode à révéler que le T. au milieu du nom de James T. Kirk est "Tibérius."
- Commentaire(s) :
  - Le nom de BEM est construit à partir des initiales "Bug Eyed Monster" (Monstre aux yeux d'insectes) la façon dont on décrit les monstres mal conçus dans les productions de science fiction.
  - L'épisode avait été écrit par David Gerrold pour la série originelle de Star Trek.

### Épisode 3:Le FarceurouFarces et Attrapes
- Titre original : Practical Joker
- Numéro(s) : 3 (22021)
- Scénariste(s) : Chuck Menville 
 Len Janson
- Réalisateur(s) : Bill Reed
- Diffusion(s) : 
  -  États-Unis : 21 septembre 1974 sur NBC
  -  France : mai 1998 sur Canal J
- Date stellaire : 3183.3
- Invité(es) :
- Résumé : Un vaisseau romulien force l'Enterprise à traverser un champ de force. Celui-ci cause un dommage à l'ordinateur du vaisseau qui commence à effectuer des blagues à l'équipage.
- Continuité : C'est la première apparition de l'Holodeck dans l'univers de Star Trek. Cette salle de réalité virtuelle sera réutilisée couramment dans la série Star Trek : La Nouvelle Génération
- Commentaire(s) :

### Épisode 4:Dramia: L’Épidémie
- Titre original : Albatross
- Numéro(s) : 4 (22019)
- Scénariste(s) : Dario Finelli
- Réalisateur(s) : Bill Reed
- Diffusion(s) : 
  -  États-Unis : 28 septembre 1974 sur NBC
  -  France : 1998 sur Canal J
- Date stellaire : 5275.6
- Invité(es) :
- Résumé : Le Docteur Leonard McCoy est arrêté pour avoir propagé une épidémie qui a ravagé la planète Dramia, plusieurs années auparavant.
- Continuité :
- Commentaire(s) : Lou Scheimer le cofondateur du studio Filmation joue le rôle d'un des gardes de Dramia[2].

### Épisode 5:Le Retour de Kukulhan
- Titre original : How Sharper than a Serpent’s Tooth
- Numéro(s) : 5 (22022)
- Scénariste(s) : Russell Bates 
 David Wise
- Réalisateur(s) : Bill Reed
- Diffusion(s) : 
  -  États-Unis : 5 octobre 1974 sur NBC
  -  France : 1998 sur Canal J
- Date stellaire : 6063.4
- Invité(es) :
- Résumé : À la recherche d'une sonde ayant scannée la Terre, l'Enterprise se retrouve face à un extra-terrestre affirmant être le dieu Kukulhan.
- Continuité : C'est la première apparition d'un membre d'équipage étant issu des indiens d'Amérique.
- Commentaire(s) : 
  - Le titre original de l'épisode est basé sur une citation du Roi Lear de William Shakespeare : "Plus pointu que la dent d'un serpent est l'ingratitude d'un enfant." Acte I, Scène 4.
  - Cet épisode a gagné l'Emmy Award du meilleur épisode de dessin animé pour enfant.

### Épisode 6:L’Univers à l’envers
- Titre original : The Counter-Clock Incident
- Numéro(s) : 6 (22023)
- Scénariste(s) : 	John Culver
- Réalisateur(s) : Bill Reed
- Diffusion(s) : 
  -  États-Unis : 12 octobre 1974 sur NBC
  -  France : 1998 sur Canal J
- Date stellaire : 	6670.3
- Invité(es) :
- Résumé : L’Enterprise se retrouve dans un univers parallèle où le temps s'écoule dans le sens inverse.
- Continuité :
  - Robert April est établi comme étant l'un des premiers capitaine de l'Enterprise. Celui-ci doit originellement retourner sur la station Babel vue dans l'épisode Un tour à Babel.
  - Celui-ci fait mention à la mission de Kirk dans l'épisode Le Passé
- Commentaire(s) :
  - John Culver est le pseudonyme du scénariste Fred Bronson, travaillant pour la NBC.
  - Le scénario se base sur un univers inversé où les individus naissent vieux et rajeunissent, comme dans l'histoire de 1921 de Francis Scott Fitzgerald, L'Étrange Histoire de Benjamin Button.